# Glyphodes ochripictalis
Glyphodes ochripictalis là một loài bướm đêm trong họ Crambidae.